# ユマニチュード
ユマニチュード（仏: Humanitude）とは、包括的ケアメソッドのひとつ。ひろく用いられているが、特に高齢者と認知症患者において有用とされている。ユマニチュードとはフランス語で「人間らしさ」の意。

## 歴史
ユマニチュードは、体育学を専攻するフランスのイブ・ジネストとロゼット・マレスコッティにより開発され、35年以上の歴史をもつ。知覚・感情・言語による包括的なコミュニケーションに基づいたケア技法。

## 手法
ユマニチュードではまず評価を行う。
1. 回復を目指す
2. 機能を保つ（悪化しないようにする）
3. 共にいる（そばに居て、穏やかに死を迎える）

といういずれの 段階にあるのか、評価する。
ケアの実施にあたっては
1. 見つめること[2]
2. 話しかけること[2]
3. 触れること[2]
4. 立つこと[2]

を基本として、これらを組み合わせて複合的に行う。
「見つめながら会話位置へ移動する」「アイコンタクトが成立したら２秒以内に話しかける」「言葉をかけながら、相手に静かに触れる」など、そのケアの内容は具体的である。150を超える具体的な技術があり、「人とは何か」という哲学に基づいて体系化されている。

## 効果・評価
看護・介護職にとっても、患者にとってもユマニチュードにより、ケア満足度が上昇したとの報告がある。